# Ahrar al-Sharqiya
Tajammu Ahrar al-Sharqiya (del árabe: Reunión de Hombres Libres del Este), comúnmente conocido como Ahrar al-Sharqiya, es un grupo rebelde armado, fundado en 2016 por peleadores exiliados y desplazados en su mayoría de la gobernación de Deir ez-Zor y otras zonas orientales, como la gobernación de Hasakah, por el Estado Islámico (ISIS), YPG o el gobierno sirio debido a los combates que tuvieron lugar entre 2011 a 2014. Muchas combatientes de Ahrar al-Sharqiya son exmiembros del Frene al-Nusra y Ahrar al-Sham. Se le acusa de integrar en sus filas a exmiembros de ISIS.
En octuber de 2019, el grupo relativamente cauto atrajo la atención internacional, después de que sus combatientes asesinaran a la política kurda Hevrin Khalaf, lo que la ONU señalo como crimen de guerra.
Se informa que Ahrar al-Sharqiya apoyó las ofensivas militares encabezadas por Turquía, en el este de Siria, contra las Fuerzas Democráticas Sirias y las regiones autónomas kurdas en el noreste del país. Según un activista no identificado en Afrin, Ahrar al-Sharqiya estaba entre los grupos rebeldes apoyados por Turquía que se ofrecieron voluntariamente a enviar combatientes a Libia como parte de una operación liderada por Turquía para ayudar al Gobierno de Acuerdo Nacional con sede en Trípoli, enndiciembre de 2019.

## Trasfondo
Ahrar al-Sharqiya se originó como una unidad de Ahrar al-Sham en Deir ez-Zor y continuó con la bandera de Ahrar al-Sham incluso después de que fuera expulsado del este de Siria junto a sus aliados, incluido el Frente al-Nusra, a Idlib, participando en batallas contra el gobierno sirio y sus aliados hasta 2016,  cuando el grupo escindio, y comenzó a participar en la Operación Escudo del Éufrates.
El grupo fue anunciado por el exjuez principal de la Sharia de al-Nusra en el este de Siria y miembro del Consejo Shura, Abu Maria al-Qahtani en 2016, quien es originario de Irak y ha apoyado la participación turca en la Guerra Civil Siria, aunque también ha sido acusado. en múltiples ocasiones de provocar conflictos internos en al-Nusra, lo que provocó que posteriormente fuera despedido de su puesto en el grupo. Sin embargo, se desconoce el alcance de su participación después de anunciar el grupo en 2016, y han surgido dudas sobre si estuvo involucrado o afiliado al grupo. Muchos de los miembros del grupo también son de la tribu al-Shaitat.
A pesar de las tensiones con ISIL, se informó que Ahrar al-Sharqiya era parte de una red junto con el Partido Islámico del Turquestán en Siria, ayudando a pasar de contrabando a miembros de ISIL desde el este de Siria a áreas controladas por rebeldes como Idlib, mientras también se beneficia de las tarifas del contrabando.
Según el Observatorio Sirio de Derechos Humanos exmiembros de ISIS en Deir ez-Zor se unieron a las filas de Ahrar al-Sharqiya después de la campaña de Deir ez-Zor (2017-2019).

## Historia
El 16 de septiembre de 2016, Ahrar al-Sharqiya anunció que se niegan a cooperar con las fuerzas estadounidenses en la lucha contra el EIIL durante la Operación Escudo del Éufrates debido a su apoyo a las Unidades de Protección Popular y las Fuerzas Democráticas Sirias.
En septiembre de 2016, los miembros del grupo se burlaron, insultaron y atacaron verbalmente a las fuerzas estadounidenses en al-Rai integradas en la Brigada Al-Mu'tasim, un portavoz estadounidense dijo que el grupo no representaba ninguna amenaza para las fuerzas estadounidenses y que las fuerzas estadounidenses presentes no estaban al tanto. de las protestas a su presencia, después de evacuar a las fuerzas estadounidenses, la Brigada al-Mutasim pidió a los miembros de Ahrar al-Sharqiya que se detuvieran.
El 25 de enero de 2017 Ahrar al-Sharqiya ejecutó a un hombre cerca de Yarábulus, acusándolo de espiar para las Fuerzas Democráticas Sirias. Después de tomar el control de Afrin, los combatientes del grupo supuestamente destruyeron una licorería, y 6 combatientes y sus familias del grupo desertaron a las SDF después de tomar el control del área debido a la desilusión.
El 25 de marzo de 2018, un día después de tomar el control de Afrin, Ahrar al-Sharqiya y la División Hamza se enfrentaron en Afrin después de que la División Hamza matara a un comandante de Ahrar al-Sharqiya. Ahrar al-Sharqiya también afirmó que la División Hamza estaba saqueando y robando instrucción occidental, durante los combates Ahrar al-Sharqiya se apoderó de varios puestos de control de la División Hamza y capturó hasta 100 combatientes del grupo. Al día siguiente un día después de enfrentarse con la División Hamza, Ahrar al-Sharqiya irrumpió en el cuartel general de la División Hamza y posteriormente arrestó a más de 200 combatientes de la División Hamza.
En abril de 2018, Ahrar al-Sharqiya tomó cautivos a varios miembros de la División Hamza en Afrin hasta que las autoridades turcas intervinieron y resolvieron las tensiones entre la División Hamza y Ahrar al-Sharqiya.
En julio de 2018, Ahrar al-Sharqiya comenzó una campaña en Afrin alentando a las mujeres a usar el hijab y ropa holgada de acuerdo con la ley islámica que incluía colocar carteles y repartir folletos en la ciudad.
En octubre de 2018, miembros del grupo supuestamente coordinaron con las autoridades turcas para arrestar a un miembro del ISIS que estaba siendo tratado en un hospital de la ciudad de Mersin en Turquía.
Al mes siguiente, las fuerzas turcas y grupos aliados del Ejército Libre Sirio llevaron a cabo una operación contra los Mártires de Sharqiya, una unidad perteneciente a Ahrar al-Sharqiya compuesta por 200 combatientes, acusándolos de no seguir las órdenes turcas y de cometer abusos.
El 9 de enero de 2019, la Reunión de los Mártires Orientales, afiliada a Ahrar al-Sharqiya, se atribuyó la responsabilidad de un ataque con artefactos explosivos improvisados contra un humvee de las SDF en la gobernación de Deir ez-Zor. Tres días después, hombres armados desconocidos mataron a 4 miembros de la Reunión de los Mártires Orientales en un puesto de control en una aldea cerca de al-Rai, Siria.
El 25 de enero de 2019 estalló una pelea entre un traficante de armas y Ahrar al-Sharqiya; En la pelea, el traficante de armas murió mientras dos miembros de su familia resultaron heridos y dos miembros de Ahrar al-Sharqiya también resultaron heridos.
No fue hasta el 5 de febrero, se informó que Ahrar al-Sharqiya se enfrentó con el Movimiento Nour al-Din al-Zenki en Afrin, Se desconoce el motivo de la pelea y, según informes, se utilizaron armas pesadas.
En junio de 2019, el grupo envió refuerzos desde Afrin a Idlib y Hama para ayudar a otros grupos rebeldes en el área a repeler una ofensiva liderada por el gobierno sirio contra áreas controladas por los rebeldes que comenzó en abril.
El 12 de octubre de 2019, combatientes de Ahrar al-Sharqiya que participaban en una ofensiva militar liderada por Turquía en el este de Siria contra las Fuerzas Democráticas Sirias y las regiones autónomas kurdas en el noreste de Siria, ejecutaron a la político kurdo, Hevrin Khalaf en la Autopista M4] en el norte de Siria después de capturarla de las SDF.
Según un activista no identificado en Afrin, Ahrar al-Sharqiya estaba entre los grupos insurgentes respaldados por Turquía que se ofrecieron como voluntarios para enviar combatientes a Libia como parte de una operación encabezada por Turquía para ayudar al Gobierno de Acuerdo Nacional con sede en Trípoli en diciembre de 2019.
En 2021, un informe del SOHR afirmó que miembros de Ahrar al-Sharqiya mataron a un civil por negarse a pagar la deuda de un trabajador de la construcción, en respuesta Anrar al-Shaqiya respondió ejecutando sumariamente al trabajador de la construcción disparándole en la cabeza. y arrojar su cuerpo en la aldea de Tel Diyab.

### Relación con otros grupos
El grupo ha participado en operaciones lideradas por Turquía contra YPG pero ha entrado en conflicto con grupos con los que se alió en estas operaciones por cuestiones como la distribución de equipos y propiedades capturados. Tales casos surgieron en Al-Bab, Al-Rai y Yarábulus en 2016 y nuevamente en Afrin en 2018. El 6 de noviembre de 2018, el grupo supuestamente se enfrentó con Jaysh al-Islam en Afrin. Sin embargo, después de los enfrentamientos entre Ahrar al-Sharqiya y Jaysh al-Islam, los dos grupos emitieron una declaración conjunta disculpándose mutuamente por la violencia y acordaron resolver las disputas en los tribunales y evitar enfrentamientos armados. Abu Hatem Shaqra, uno de sus comandantes vivió en Turquía y estudió y se graduó de la Universidad Artuklu en Mardin. Shaqra recibió un premio de la administración respaldada por Turquía en Siria en febrero de 2019.